# Weedon Grossmith
Pour les articles homonymes, voir Grossmith.

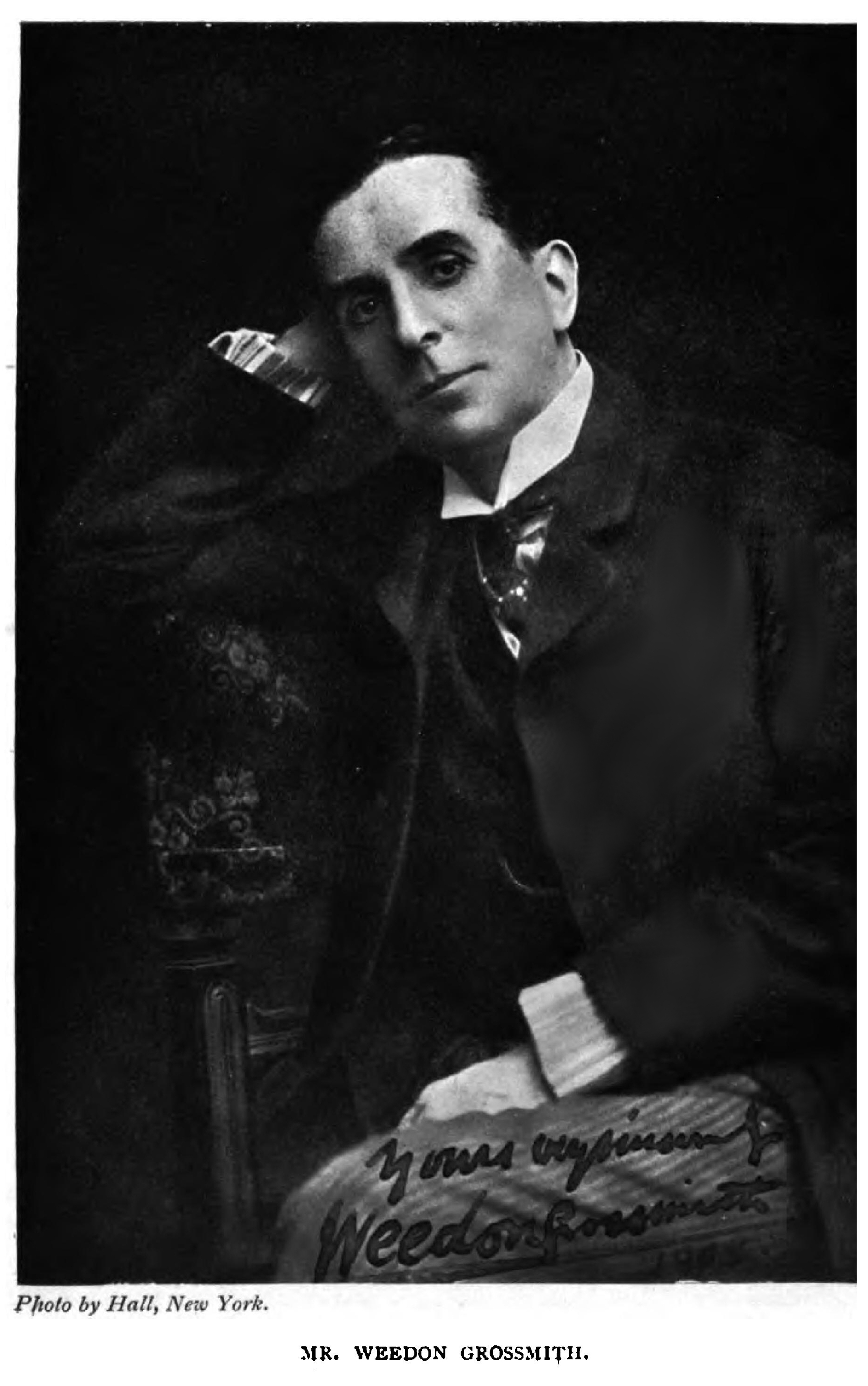
Weedon Grossmith, c. 1904.

Walter Weedon Grossmith (9 juin 1854 - 14 juin 1919), connu sous le nom de Weedon Grossmith, est un écrivain, peintre, acteur et dramaturge britannique. Sa réputation tient surtout au fait qu'il est, avec son frère George Grossmith, co-auteur Journal d'un homme sans importance (The Diary of a Nobody (1892) dont il est l'illustrateur de la première édition.
Formé aux beaux arts, mais en vivant difficilement, Weedon Grossmith se tourne vers la scène par besoin, ce qui ne l'empêche pas de devenir un acteur jouissant d'une certaine notoriété et même un impresario de talent. Rompu au théâtre, il est l'auteur de plusieurs pièces ; il se cantonne aux rôles comiques, en particulier ceux de personnages à la fois calculateurs et victimes, si bien qu'il s'identifie à eux, et que le Weedon Grossmith part devient l'un des traits habituels de la scène de l'époque.

## Vie et carrière

### Premières années
Né à Londres, Weedon Grossmith grandit dans les quartiers de St Pancras et de Hampstead. Son père, également nommé George (1820-1880), est chroniqueur judiciaire pour The Times et autres journaux au tribunal de Bow Street, et donne des conférences tout en menant une carrière d'artiste. Sa mère s'appelle Louisa Emmeline Grossmith, née Weedon (d. 1882). Au fil des ans, le père de Grossmith délaisse Bow Street pour faire de longues tournées en tant qu'artiste. Son frère George devient célèbre en tant qu'interprète attitré des opéras de Gilbert et Sullivan au sein de la compagnie de D'Oyly Carte (D'Oyly Carte Opera Company) et se fait également un nom comme l'un des plus célèbres auteurs et interprètes de sketches accompagnés du piano de l'Époque victorienne.
Weedon Grossmith a été scolarisé à Massingham House, Haverstock Hill, Hampstead, puis au North London Collegiate de Camden Town, enfin à Simpson's School, établissement privé local. Vu son intérêt pour les beaux arts, il poursuit son éducation à la West London School of Art, à Slade et à la Royal Academy. Il a l'ambition de devenir un portraitiste à la mode et, de fait, certaines de ses œuvres trouvent place à la Royal Academy, en particulier une étude en pied de son père, d'autre à la Grosvenor Gallery ou autre lieu d'exposition. Quoi qu'il en soit, sa carrière artistique ne répond pas à ses espoirs, mais Richard D'Oyly Carte l'ayant remarqué dans des représentations amateur, l'encourage à faire de la scène.

### Carrière à la scène
C'est en 1885 que Grossmith commence sa carrière théâtrale qu'il poursuit jusqu'en 1917. Il rejoint la compagnie  de Rosina Vokes et part en tournée dans les provinces puis en Amérique. Sa première à Londres est au Théâtre de la Gaité en 1887 dans le rôle-titre de Woodcock's Little Game. C'est un échec complet. Découragé, il envisage de reprendre ses activités de peintre, d'autant plus que des producteurs lui ayant promis des rôles l'écartent désormais. Cependant, grâce aux succès acquis lors de la tournée américaine, il est engagé en 1888 par Jacques Strop au Lyceum Theatre de Londres dans la pièce de Charles Selby Robert Macaire. 
(à suivre)